# عبدالرحیم بهاروند
عبدالرحیم بهاروند (زادهٔ ۱۳۳۸ در خرم‌آباد) فیزیک‌دان و سیاستمدار ایرانی است. نمایندهٔ حوزه انتخابیه خرم‌آباد در دورهٔ ششم مجلس شورای اسلامی بود.
او در چند سال آخر دولت خاتمی، معاون وزیر تعاون بود.
بهاروند استاد فیزیک دانشگاه لرستان است.